# 1863 en photographie
| Années de la photographie : 1860 - 1861 - 1862 - 1863 - 1864 - 1865 - 1866    |
| Décennies de la photographie : 1830 - 1840 - 1850 - 1860 - 1870 - 1880 - 1890 |

Cet article présente les faits marquants de l'année 1863 en photographie.

## Événements
- 25 mai : Honoré Daumier publie dans Le Boulevard la lithographie : Nadar élevant la photographie à la hauteur de l'art.
- 15 juillet : Jindřich Eckert ouvre un atelier de photographie de portrait à Prague.
- Julia Margaret Cameron commence sa carrière de photographe amateur quand sa fille lui offre un appareil[1].
- Samuel Bourne et Charles Shepherd créent le premier studio de photographie en Inde à Simla, puis un second à Calcutta, sous le nom Bourne & Shepherd.
- Felice Beato s'installe à Yokohama au Japon et forme avec Charles Wirgam un partenariat nommé Beato & Wirgman, Artists and Photographers.
- Francis Chit ouvre un atelier photographique à Bangkok en Thaïlande.
- John Thomas prend la direction d'un atelier de photographie à Liverpool.
- Le photographe roumain Carol Szathmari reçoit le titre de peintre et photographe de cour du prince régnant par le prince souverain Alexandre Jean Cuza, titre qui sera confirmé par le premier roi de Roumanie, Carol Ier[2].

## Photographies notables

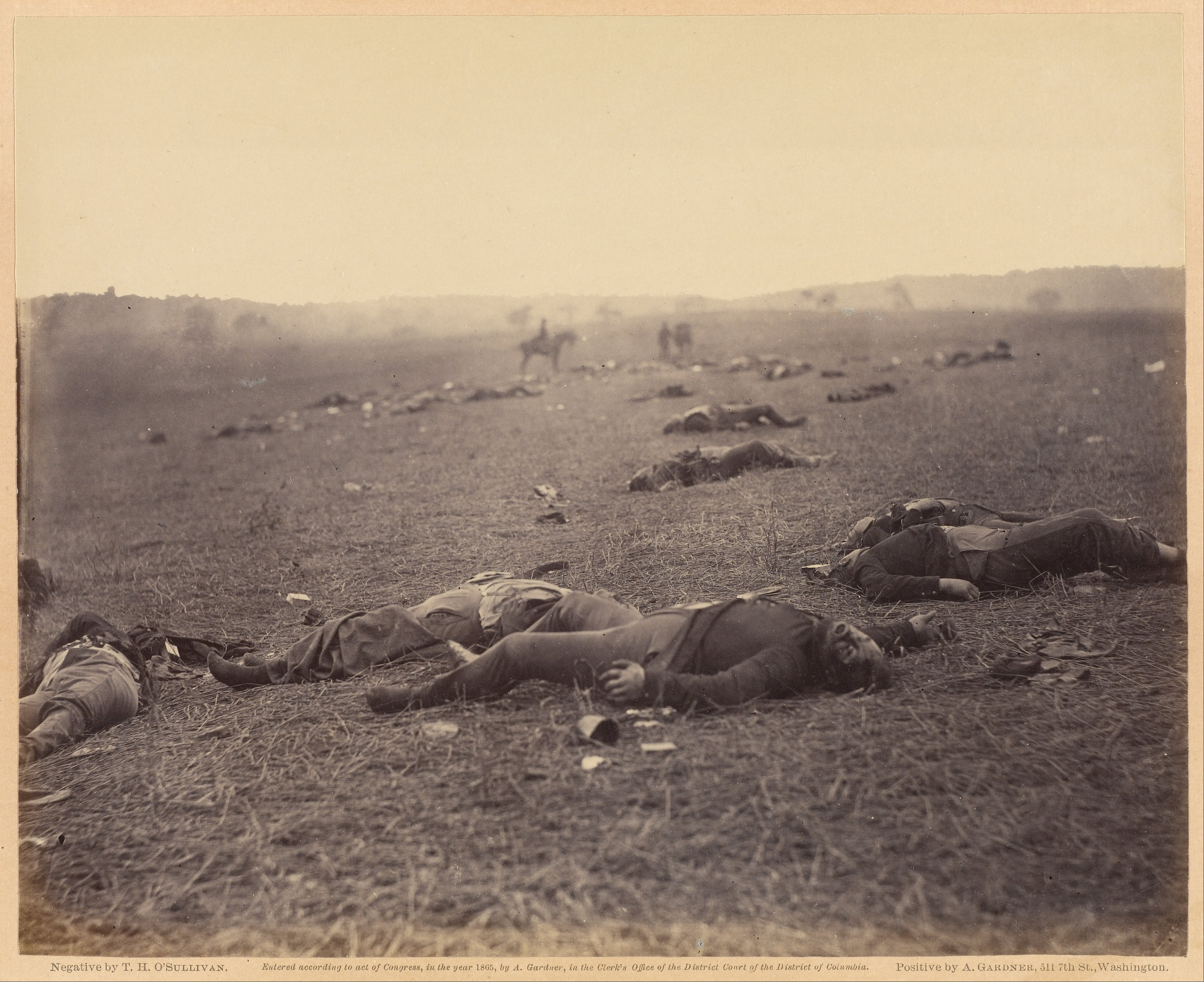
Timothy O'Sullivan, A Harvest of Death

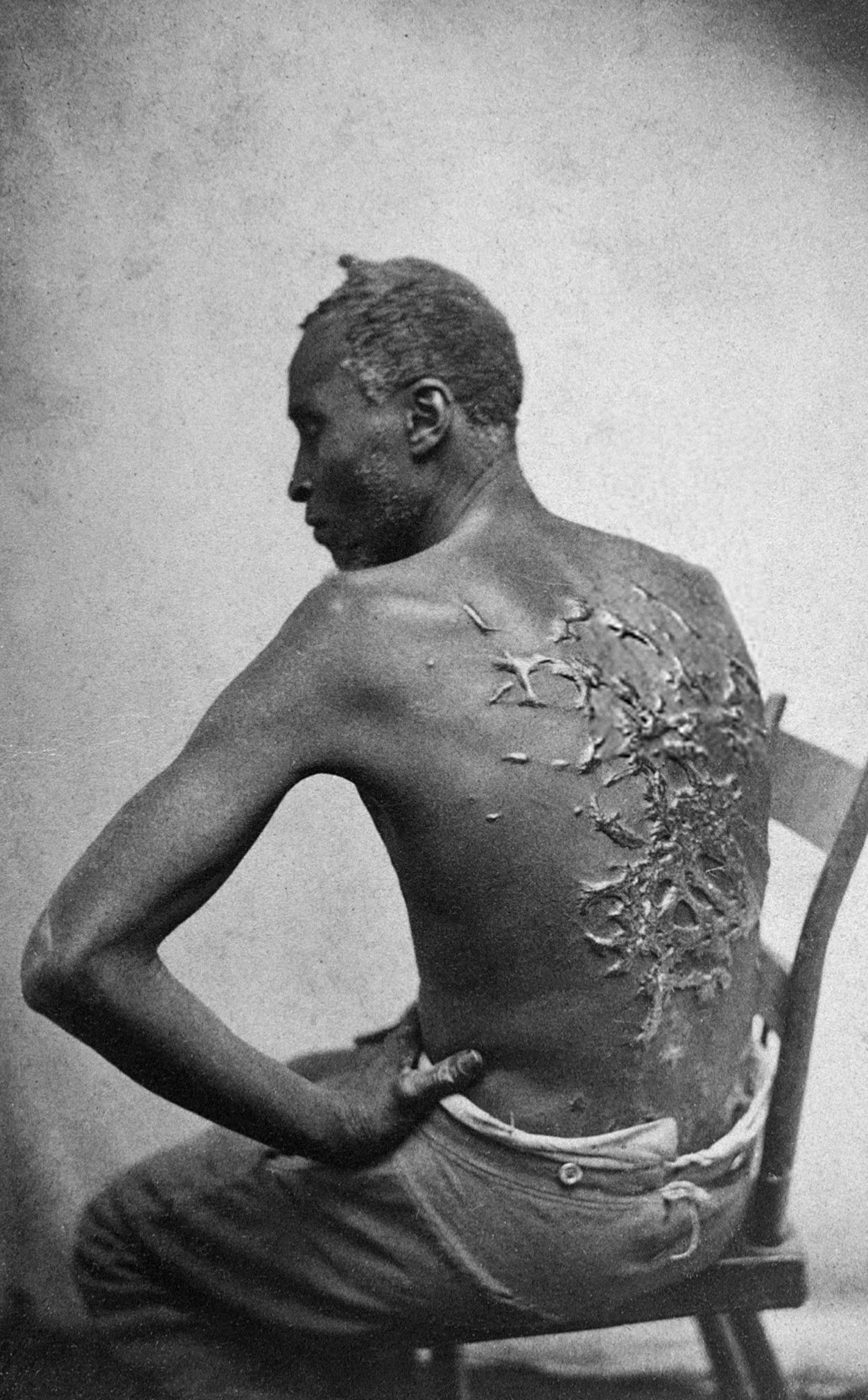
Photographie du dos de Gordon.

- Timothy O'Sullivan, A Harvest of Death, photographie prise entre le 4 et le 7 juillet 1863, montrant les corps de soldats tués lors de la bataille de Gettysburg pendant la guerre de Sécession.
- mars : William D. McPherson et Oliver photographient le dos couvert de cicatrices, causées par des coups de fouet, de Gordon, un esclave Afro-Américain qui s'est échappé d'une plantation de Louisiane et a réussi à rejoindre le camp de l'Armée de l'Union près de Baton Rouge ; les abolitionnistes ont distribué ces portraits carte-de-visite de Gordon, à travers les États-Unis et dans le monde entier, pour montrer les abus de l'esclavage[3].
- Désiré Charnay est chargé de la couverture photographique de l'expédition militaro-diplomatique chargée de consolider l'influence française à Madagascar, lors de l'assassinat du roi Radama II et du couronnement de la reine Rasoherina[4],[5].

## Études, essais, articles
- Louis Désiré Blanquart-Évrard, Intervention de l'art dans la photographie, Lille, Danel, 1863, 20 p. (publication de l'article paru dans les Mémoires de la Société des sciences de Lille, séance des 6 février et 17 avril 1863).
- Champfleury publie La Légende du daguerréotype dans le recueil Les Bons contes font les bons amis illustré par Edmond Morin[6],[7] : le bourgeois photographié se sent devenir immatériel au rythme des tentatives infructueuses du photographe ; au 69e essai, il ne reste que sa voix dans le studio[8]...
- Pierre de La Blanchère, La Photographie des commençants, Paris, Amyot, 136 p. (Lire en ligne).
- (en) Oscar Gustave Rejlander, « An Apology for Art-Photography », The Photographic News, vol. VII,‎ 16 février 1863, p. 88 (lire en ligne) ; lu à une réunion de la South London Photographic Society, le 12 février 1863.

## Expositions
- La vicomtesse Clementina Hawarden expose pour la première fois à l'exposition annuelle de la Royal Photographic Society à Londres en janvier ; elle est élue membre de la société en mars.

## Naissances

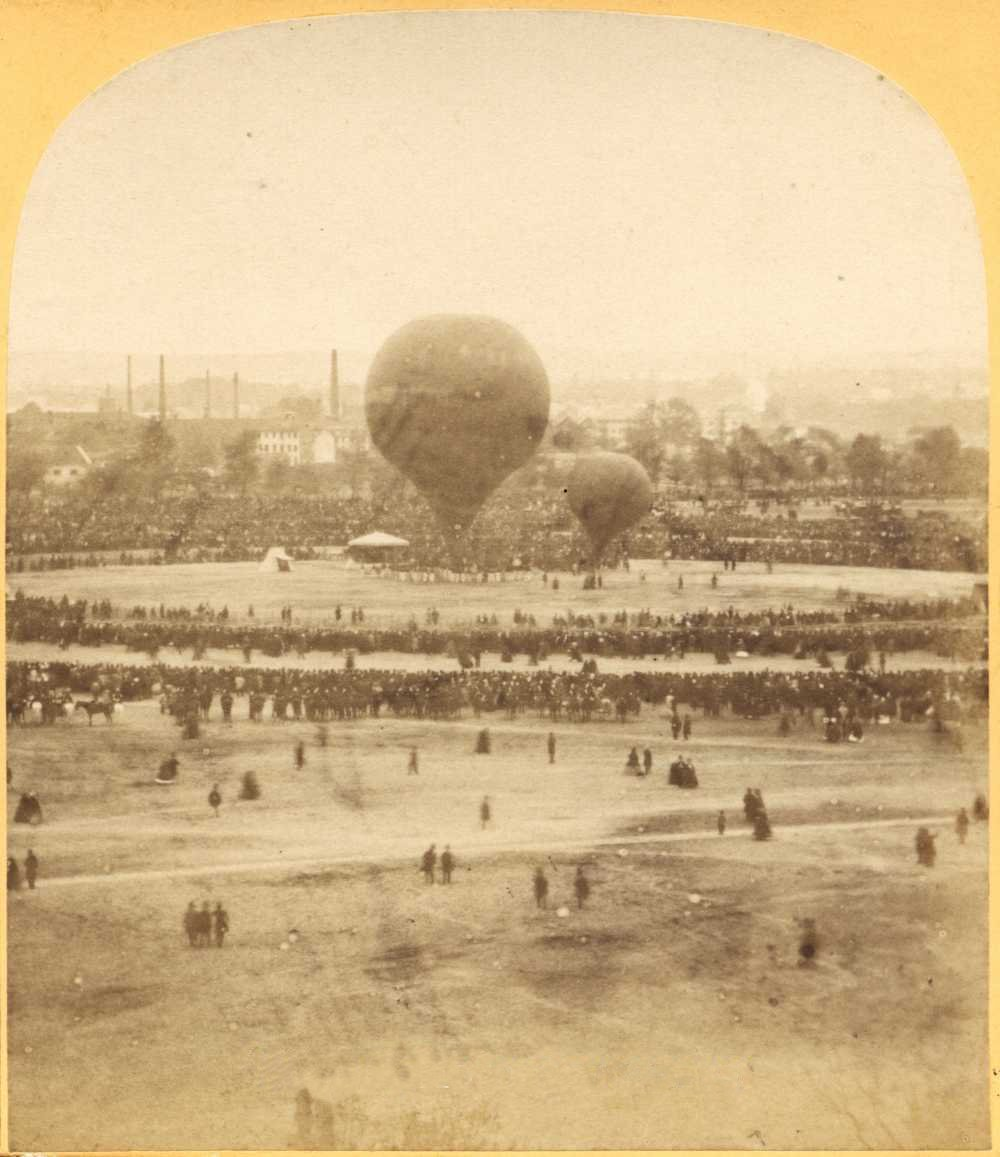
Photographie stéréoscopique. 18 octobre 1863, 5 heures du soir : seconde ascension du ballon de Nadar, le Géant, à Paris au dessus du Champ de Mars.

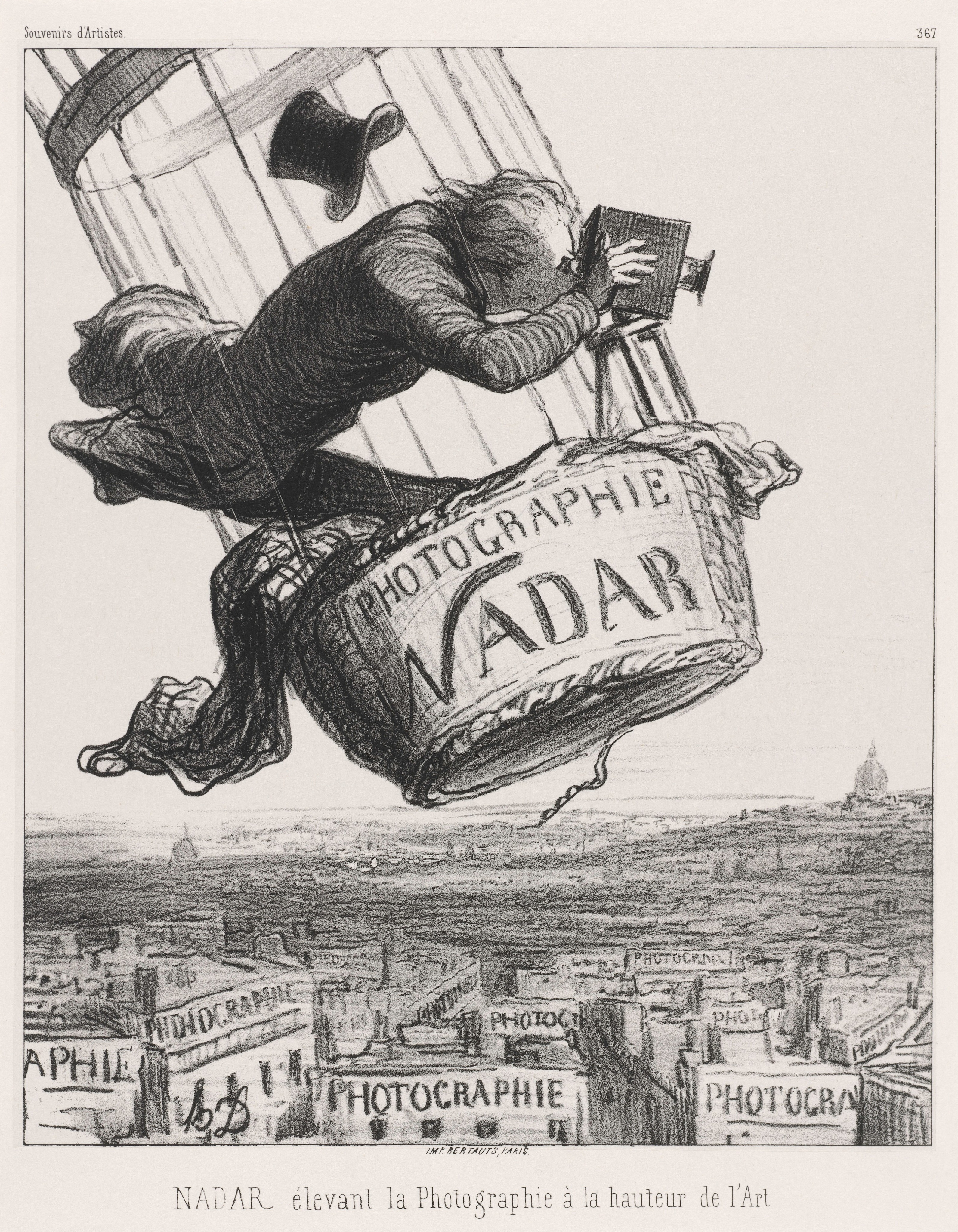
Honoré Daumier, Nadar élevant la photographie à la hauteur de l'art.

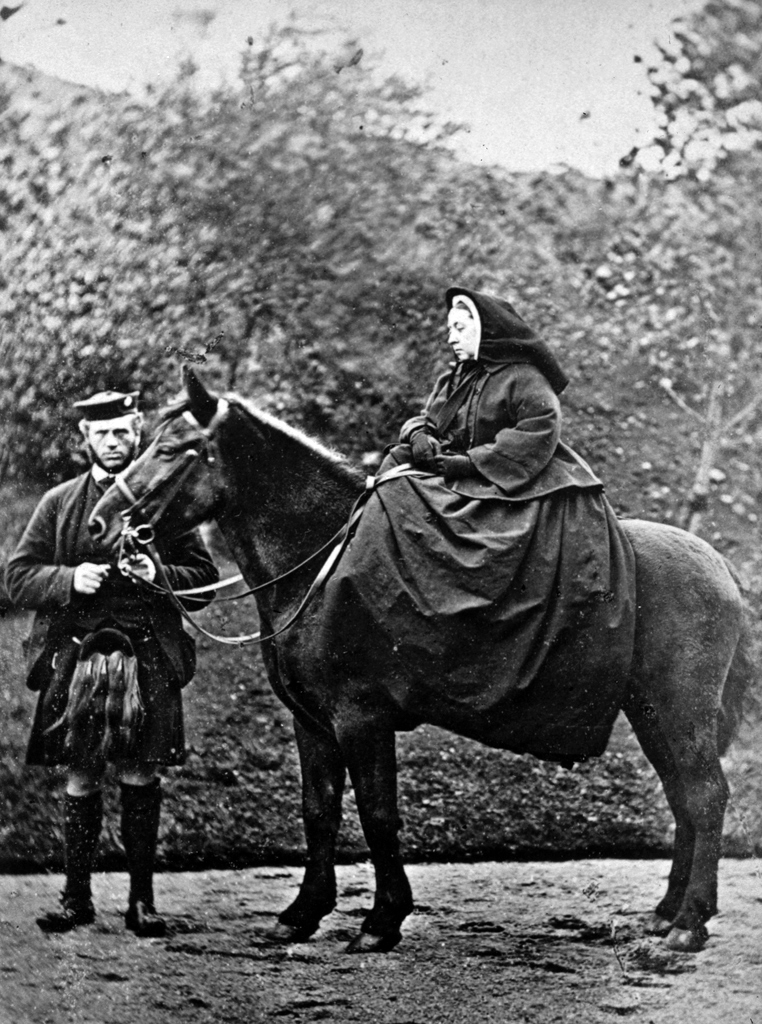
George Washington Wilson, La reine Victoria et John Brown à Balmoral en 1863

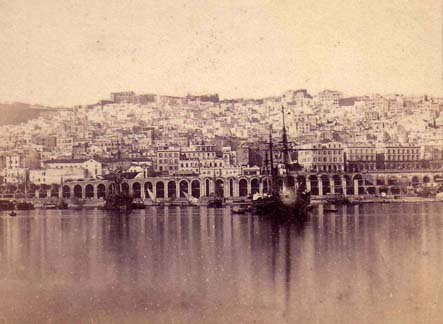
Jean-Baptiste Alary, Construction du boulevard de l'impératrice à Alger, tirage albuminé d'après un négatif verre.

- 5 mars : Amador Cuesta, photographe espagnol, mort le 13 novembre 1939.
- 17 mars : Léopold-Émile Reutlinger, photographe français, mort le 16 mars 1937.
- 26 mai : Émile Wenz, négociant en laine, photographe amateur, un des pionniers de la photographie aérienne, mort le 9 janvier 1940.
- 1er juillet : Jules Gervais-Courtellemont, photographe français, mort le 31 octobre 1931.
- 12 juillet : Juan Ruiz de Luna, peintre, céramiste et photographe espagnol, mort le 25 septembre 1945.
- 30 août : Sergueï Prokoudine-Gorski, chimiste et photographe russe, spécialisé dans la photographie couleur, mort le 27 septembre 1944.
- 12 septembre : Stanisław Julian Ignacy Ostroróg, dit aussi Lucien Waléry, Stanislas Waléry et Laryew, photographe britannique d'origine polonaise, actif à Paris, mort le 22 février 1929.
- 16 septembre : Adolphe Salmon, photographe et éditeur de cartes postales français, mort en 1940.
- 27 septembre : Paul Bergon, photographe, compositeur et botaniste français, mort le 22 janvier 1912.
- 14 novembre : Leo Baekeland, chimiste belge naturalisé américain, qui a mené des  recherches en photographie, mort le 23 février 1944.
- 8 décembre : Frederik Riise, photographe espagnol, mort le 11 janvier 1933.
- 18 décembre : Christian Franzen, photographe danois actif en Espagne, mort le 17 septembre 1923.
- Date précise inconnue :
  - Rafael Garzón, photographe espagnol, mort en 1923.

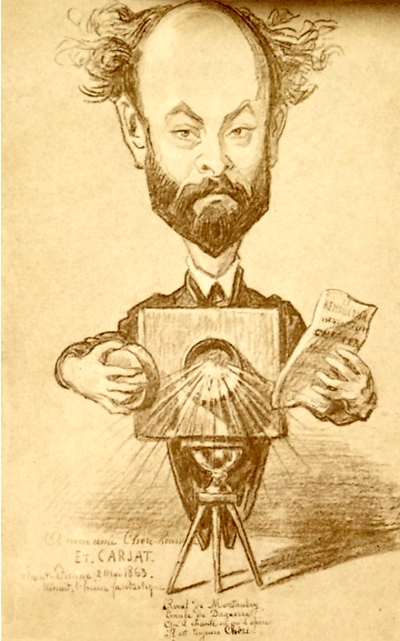
Étienne Carjat, caricature représentant le photographe François Chéri-Rousseau.

## Décès
- 3 janvier : Charles Clifford, photographe britannique, actif en Espagne, né en 1819.
- 5 février : Jean-Gabriel Eynard, entrepreneur, financier, diplomate, l'un des pionniers de la photographie suisse, né le 28 décembre 1775.
- 28 février : Vittorio della Rovere, jésuite et photographe italien, né le 29 janvier 1811.
- 20 septembre : George Wilson Bridges, clerc anglican, voyageur et photographe britannique, né le 6 juillet 1788.
- Date précise inconnue :
  - Stefano Lecchi, photographe italien, né en 1805.